# 深谷市消防本部
深谷市消防本部（ふかやししょうぼうほんぶ）は埼玉県深谷市が設置する消防部局（消防本部）。深谷市に隣接する大里郡寄居町は同市に一部の消防事務（常備消防）を委託しているため、管轄範囲は深谷市と寄居町の両全域。

## 概要
- 消防本部:深谷市上敷免858
- 管内面積:201.75km2
- 職員定数:254人
- 消防署1カ所、分署7カ所
- 主力機械（2019年4月1日現在）
  - 消防ポンプ車：2
  - 水槽付きポンプ車：8
  - はしご付消防自動車：１
  - ブーム付多目的車：１
  - 化学車：1
  - 水槽車：1
  - 救助工作車:1(Ⅲ型一台)
  - 水難救助車：1
  - 救急車：8
  - 重機&重機搬送車(総務省消防庁貸与車両):1
  - 資機材搬送車：2
  - 指揮車：1
  - 指令車：2
  - 連絡車：9
  - 広報車：4
  - 査察車：2

## 沿革
- 2006年1月1日 ‐ 深谷市・大里郡岡部町・川本町・花園町が新設合併し、新・深谷市が発足する。
  - 合併の前日をもって、深谷市・岡部町が設立していた一部事務組合の深谷市・岡部町共同事務組合と、川本町・花園町・寄居町が設立していた一部事務組合の寄居地区消防組合が解散する。
  - 深谷市・岡部町共同事務組合の消防部局である深谷地区消防本部と寄居地区消防本部を統合し、深谷市消防本部を開設する。
- 2019年4月26日 ‐ 庁舎老朽化のため、寄居分署が寄居町大字寄居983-2から寄居町大字寄居1144-2へ新築移転する。
- 2019年8月19日 ‐ 庁舎老朽化のため、川本分署が深谷市田中873-9から深谷市本田89へ新築移転する。
- 2019年8月26日 ‐ 庁舎老朽化のため、藤沢分署が深谷市人見986から深谷市人見962（旧藤沢公民館跡地）へ新築移転する。
- 2020年8月11日 ‐ 庁舎老朽化のため、岡部分署が深谷市岡2394-1から深谷市山河1213-2（旧岡部学校給食センター跡地）へ新築移転する。
- 2020年9月25日 ‐ 庁舎老朽化のため、豊里分署の建替えを行い新庁舎で業務を開始する。
- 2024年4月2日 ‐ 特別消防隊を発足し、花園消防署に配置する[1]。

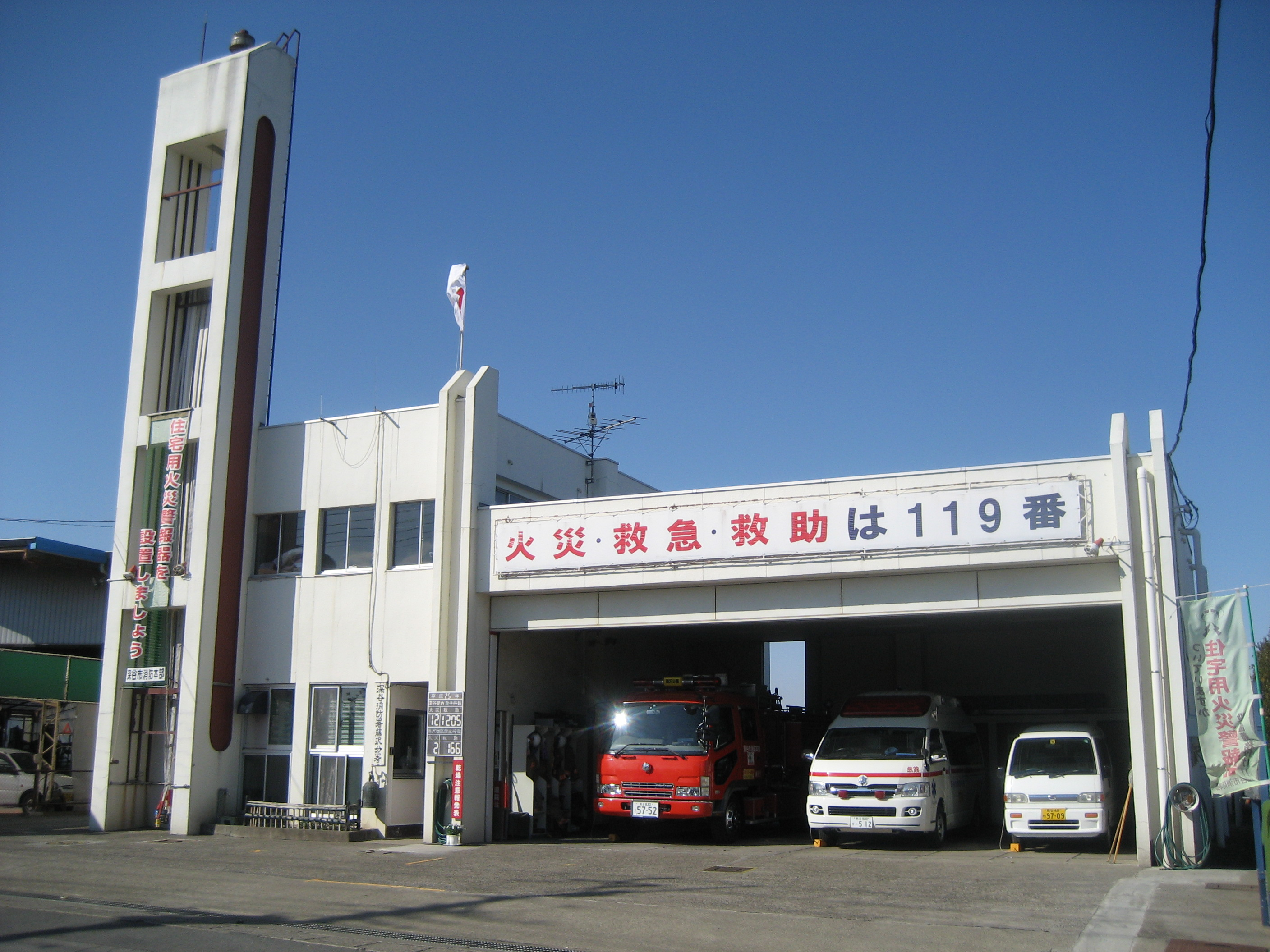
藤沢分署（旧庁舎）
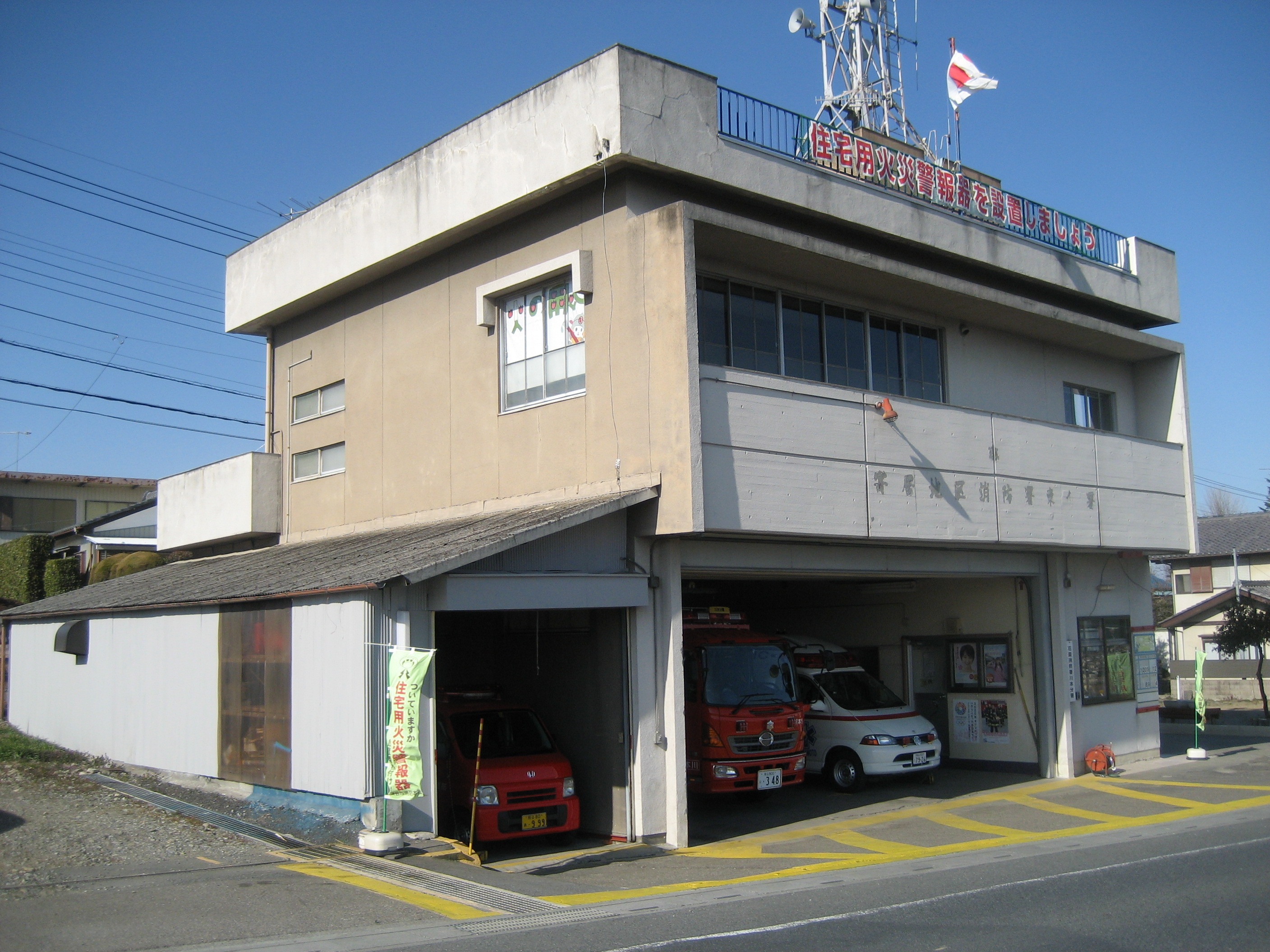
川本分署（旧庁舎）
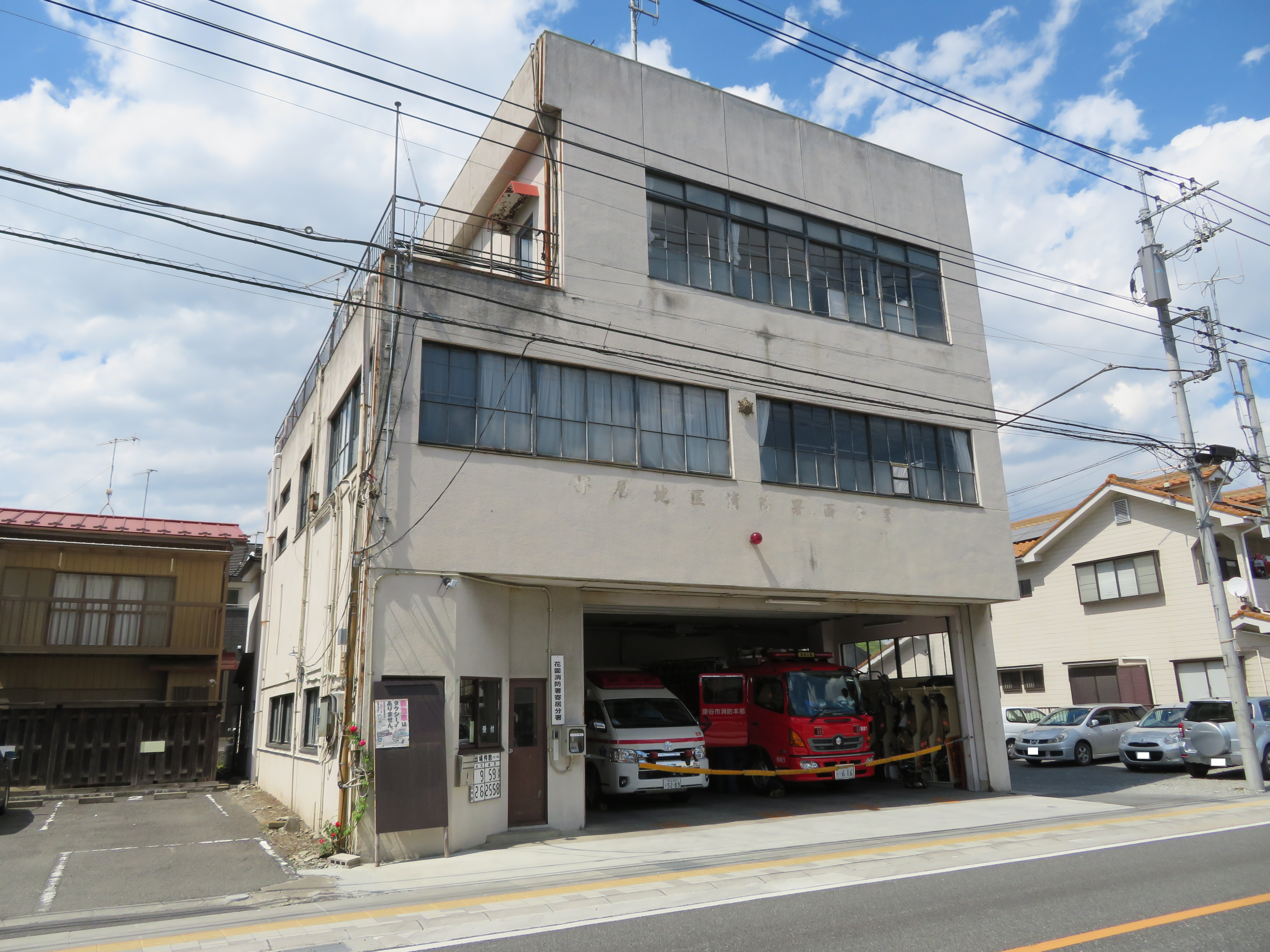
寄居分署（旧庁舎）
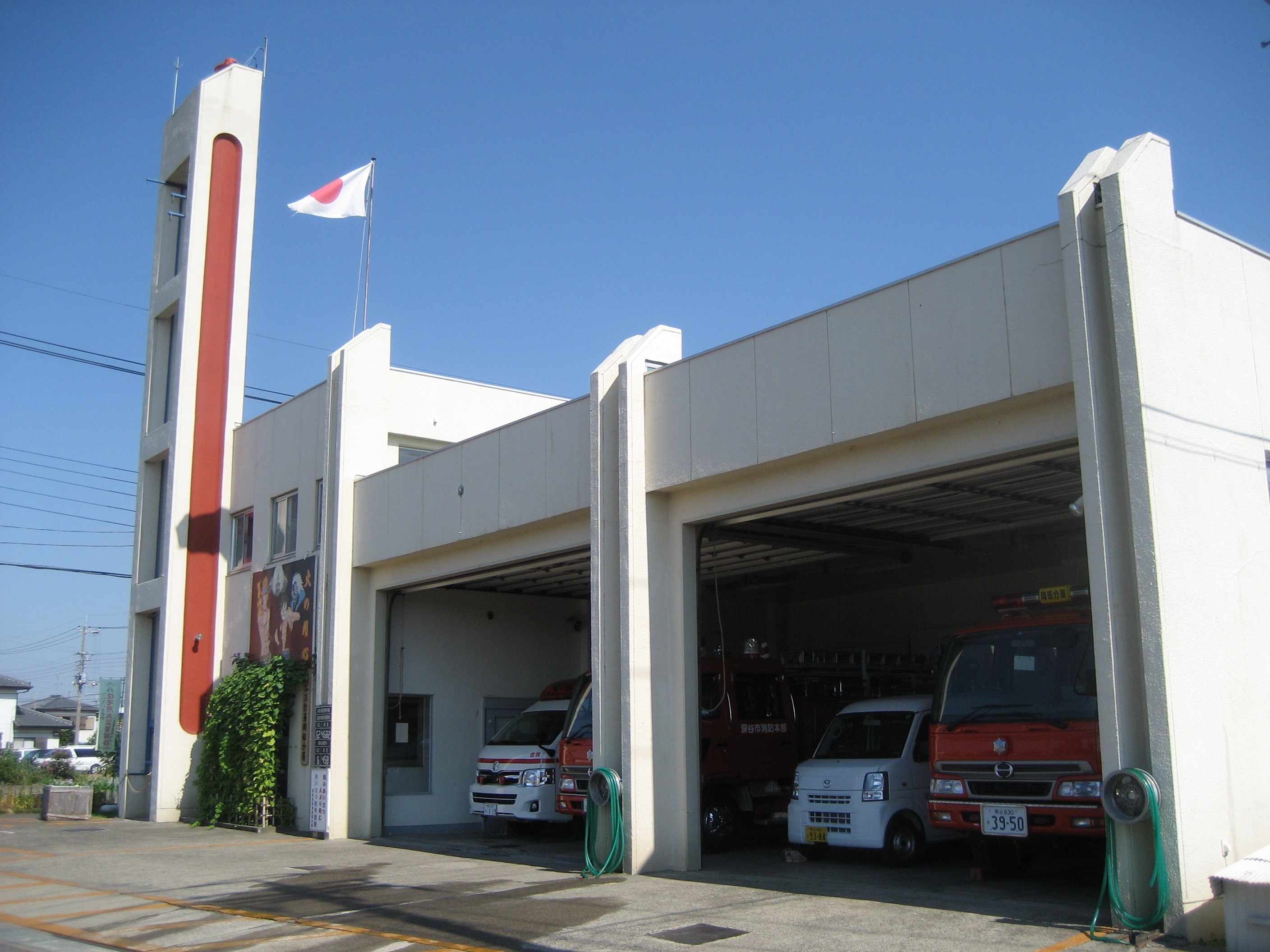
岡部分署（旧庁舎）
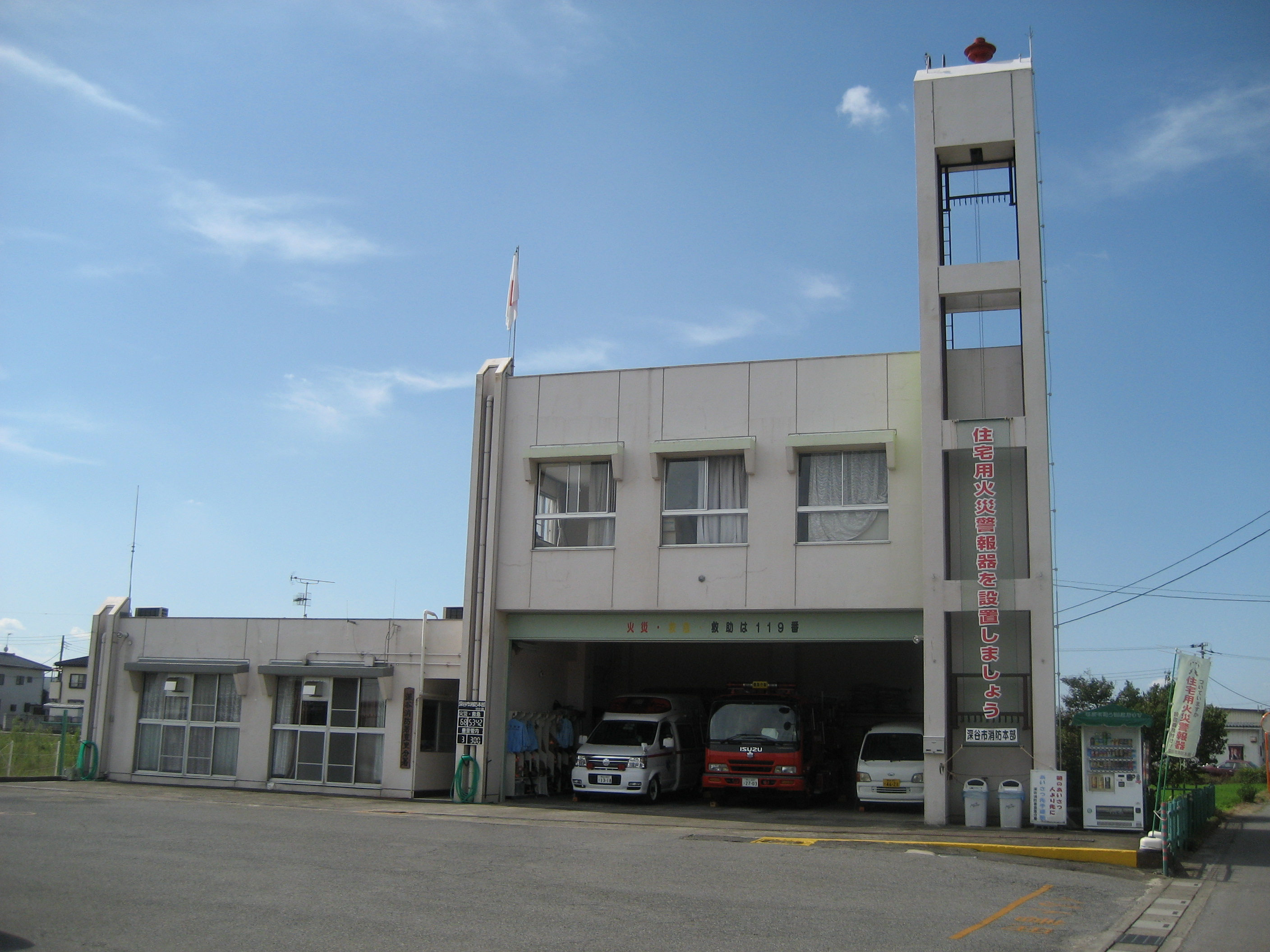
豊里分署（旧庁舎）

## 組織
- 本部 - 消防総務課、予防課、警防課、指令課
- 消防署

## 消防署
| 名称       | 消防署建物 | 所在地          | 分署 | 分署                 | 所在地        |
| 名称       | 消防署建物 | 所在地          | 名称 | 分署建物             | 所在地        |
| ---------- | ---------- | --------------- | ---- | -------------------- | ------------- |
| 深谷消防署 |            | 深谷市上敷免858 | 藤沢 |                      | 深谷市人見962 |
| 深谷消防署 | 豊里       | 深谷市上敷免858 |      | 深谷市下手計176-1    |               |
| 深谷消防署 | 岡部       | 深谷市上敷免858 |      | 深谷市山河1213-2     |               |
| 深谷消防署 | 上柴       | 深谷市上敷免858 |      | 深谷市上柴町東3-1-20 |               |
| 花園分署   |            | 深谷市小前田537 | 川本 |                      | 深谷市本田89  |
| 花園分署   | 寄居       | 深谷市小前田537 |      | 寄居町大字寄居1144-2 |               |

## 応援協定
管轄境界付近で発生した災害(救急含む)や管轄区域内で発生した大規模災害等に対して迅速に活動できるよう、隣接する消防機関等と応援協定を締結し、日頃から近隣市等で発生した災害へ出動している。
消防相互応援協定
- 比企広域消防本部
- 埼玉県下消防相互応援協定（県内市町村）
- 埼玉県消防長会第3ブロック消防本部消防相互応援協定
- 関越自動車道・首都圏中央連絡自動車道における消防相互応援協定：（入間東部地区事務組合消防本部、埼玉西部消防局、埼玉県南西部消防本部、坂戸・鶴ヶ島消防組合、比企広域消防本部、川越地区消防組合、児玉郡市広域消防本部、埼玉県央広域消防本部）
- 寄居町（消防団）
- 美里町（消防団）
- 本庄市（消防団）
- 熊谷市（消防団）
- 太田市消防本部（群馬県）
- 伊勢崎市消防本部・伊勢崎市消防団（群馬県）

その他応援協定
- 埼玉県防災ヘリコプター応援協定：埼玉県